# قسطنطين أدوسيدس باشا
قسطنطين أدوسيدس باشا هو سياسي عثماني شغل منصب والي في الدولة العثمانية.

## مناصبه
تولى المناصب التالية:
- أمير ساموس (1873–1874)
- أمير ساموس (4 مارس 1879–1885)